# Винцкевич, Леонид Владиславович
Леонид Владиславович Винцке́вич (род. 1 апреля 1949, Курск, РСФСР, СССР) — джазовый пианист, композитор, музыкант-просветитель, организатор и общественный деятель, оказавший большое влияние на развитие российского джазового искусства. Основатель и арт-директор международного фестиваля «Джазовая провинция», уникального передвижного джазового проекта, одного из самых интересных, масштабных и нестандартных событий в музыкальной жизни России, география которого от Красноярска до Краснодара. Заслуженный артист Российской Федерации (1995), Заслуженный деятель искусств Российской Федерации (2005). 

## Биография
Родился в 1949 году в Курске в многодетной семье, где было пятеро детей: три брата и две сестры. Каждого ребенка по исполнении 7 лет родители отправляли в музыкальную школу, считая, что это самая важная часть образования. Вся семья любила музыку. Дед - Викентий Фомич еще до революции объездил всю Европу с виолончелистом Григорием Пятигорским. Отец – Владислав Викентьевич был профессиональным музыкантом, скрипачом, играл в Государственном симфоническом оркестре Украины в Харькове. Участвовал в конкурсах вместе с артистом Большого театра Юлием Реентовичем, получал первые премии. Мама Елизавета Евгеньевна, по профессии хирург, очень любила музыку и хорошо пела.
Леонид Винцкевич окончил Курское музыкальное училище (в выпускной программе играл с оркестром училища Второй фортепианный концерт Сергея Рахманинова), в 1968 г. поступил в Казанскую консерваторию. Его любимые композиторы - Мусоргский, Скрябин, Прокофьев, Берг, Мессиан. В годы учебы в консерватории Леонид совершенствовался не только в мастерстве пианиста: в качестве вольного слушателя он посещал занятия по композиции, дружил со студентами композиторского факультета и был первым исполнителем их новых сочинений (особенно тесные творческие отношения связывали его с казанским композитором Алексеем Руденко). Параллельно с серьезными занятиями академической музыкой он интересовался джазом. В конце 60-х он был среди самых постоянных слушателей передачи Аркадия Петрова "Радиоклуб Метроном", выходившей тогда по пятницам на радиостанции "Юность". В Курске, а затем в Казани Леонид записывал на магнитофон каждый выпуск программы и внимательнейшим образом переслушивал все, что там передавалось. Благодаря радио он узнал о бурной джазовой жизни в СССР, услышал игру тогдашних лидеров советского джаза - Георгия Гараняна, Константина Носова, Геннадия Гольштейна, Германа Лукьянова, Романа Кунсмана... Больше всего ему нравился Игорь Бриль, особенно его произведения с использованием русской мелодики.
После окончания консерватории (диплом  «Концертного исполнителя») Леонид Винцкевич вернулся в Курск, стал солистом Курской филармонии (в этом качестве он остается и сейчас). В 1974 г. в СССР началось создание первых государственных джазовых учебных заведений - эстрадно-джазовых отделений музыкальных училищ. В числе первых 20 городов, где создавалось такое отделение, был и Курск, и Леонид принял в его организации активное участие. Поскольку опыт организации (учебные программы, организация учебного процесса, методика преподавания) отсутствовали, создателям джазовых отделений со всей страны помогали москвичи, у которых такой опыт был - ведь еще в 1967 г. начала работать джазовая студия при ДК "Москворечье" (ныне - Московский колледж импровизационной музыки). Двое из преподавателей студии, Герман Лукьянов и Игорь Бриль, а также теоретик Юрий Чугунов и др., консультировали и Винцкевича. Помимо чисто педагогического опыта, Лукьянов и Бриль оказали влияние на Леонида и своим вниманием к русской музыке (у обоих, особенно у Лукьянова, в тот период было много произведений с использованием музыкального языка русского фольклора). Примерно в это же время Винцкевич случайно (на гибкой пластинке звукового журнала "Кругозор") услышал записи фольклорного хора села Фощеватово Белгородской области. Музыканта поразил гармонический и ритмический строй этих песен, он перенес их фрагменты на нотную бумагу, стараясь постичь природу ритмической организации фольклорного пения, сходной по восприятию с джазовым драйвом. Результатом обобщения всех этих влияний стали первые авторские композиции Леонида Винцкевича ("Леший", "Осенняя песнь", "Бурлацкая", "Полынь-трава"), которые он показал на джазовых фестивалях в Фергане (Узбекистан) и Куйбышеве (ныне Самара) в 1978 г. В 1979 выступил на фестивале в Таллинне в составе трио (Сергей Винцкевич - бас-гитара, Николай Адамов - барабаны). С этим же трио в том же году играл на "Московской джазовой неделе". Газета "Комсомольская правда" об этом выступлении писала: "Группа играет с нервом, хорошим задором. Острые, колкие гармонии, энергичное развитие мелодического материала, легко распознаваемые черты русской песенности, подголосочной полифонии..." Воссоединение трио произошло в 1998 г. на курской части фестиваля "Джазовая провинция-98" - братья Винцкевичи (Леонид - фортепиано и Сергей - бас-гитара) и барабанщик Николай Адамов играли часть своей программы конца 70-х, а затем к ним присоединился сын Леонида - Николай (сопрано- и альт-саксофоны), в последние годы ставший заметной фигурой среди молодых московских джазменов (он учится в Российской академии музыки им. Гнесиных).
С 1981 г. Винцкевич отказался от ритм-секции и стал выступать соло либо же в дуэте с московским саксофонистом Владимиром Коновальцевым. В этом дуэте Винцкевич проработал до 1984 г., пока Коновальцев не организовал в Москве собственный квинтет, не оставлявший ему времени на другие проекты.
В 1984 г. Леонид встретился на джазовом фестивале в Свердловске (ныне — Екатеринбург) с эстонским тенор-саксофонистом Лембитом Саарсалу. Сыграв однажды вместе, музыканты создали дуэт, существующий до сих пор. В 1989-м году Леонид Винцкевич вместе с Лембитом Саарсалу стал первым русским музыкантом, выступившим на Lionel Hampton Jazz Festival (CША). Дуэт Винцкевич-Саарсалу несколько раз принимал участие в фестивале Лайонела Хэмптона. Первое выступление дуэта на фестивале (1989) сопровождалось неожиданностью — на сцену внезапно вышел сам Лайонел Хэмптон, которому тогда был 81 год, и присоединился к дуэту со своим вибрафоном (он делает это в очень редких случаях, когда музыка гостей фестиваля ему особенно нравится). И это при том, что фестиваль исключительно традиционный, свинговый, а в игре Винцкевича и Саарсалу все-таки проглядывали более современные ноты… Позднее журнал «Down beat» писал об этом выступлении: «Два музыканта из Советского Союза показали, что стиль Эрролла Гарнера (традиция) и стиль Сесила Тэйлора (авангард) нисколько не противоречат друг другу». Музыканты ежегодно играли на этом фестивале до 1993 г. В феврале 1999 г. состоялось шестое выступление Винцкевича и Саарсалу в Москве, штат Айдахо, где проходит этот ежегодный фестиваль; вместе с ними присутствовал и весьма успешно выступал сын Леонида, саксофонист Николай Винцкевич. В 2001-м Леонид и Лембит вновь посетили фестиваль (где не только выступали на основной сцене, но и дали несколько мастер-классов вместе с валторнистом Аркадием Шилклопером; кроме того, Леонид выступил в качестве партнера знаменитого певца Кевина Махагани (Kevin Mahogany) на его мастер-классе. Леонид и Лембит в этот приезд в США сделали запись музыки директора фестиваля Лайонела Хэмптона, д-ра Линна Скиннера (Lynn Skinner).
Леонид Винцкевич - джазовый пианист, ведущий активную концертную деятельность,  является постоянным участником известных международных фестивалей джазовой музыки Европы, России, Америки, стран СНГ: Prague, JazzbuehneinBerlin, JazztageinIeipzing, NorthSeaJazzFestival, Jazz in Europe, BalticJazz, JazzKaar, TurkuJazzFestival, KaamusJazz, SildaJazz, JazzStroom, VilasJazzBlues, VilniusJazzFestival, Jazz BirstonasFestival  и др. 
Играл с выдающимися музыкантами: Elvin Jones, Kevin Mahogany, Валерий Пономарев, John Stowell, Conrad Herwig,  David Friesen, Jutta Glaser, Ярмо Хеккала, Давид Голощекин,  Георгий Гаранян, Алексей Кузнецов, Анатолий Кролл, Даниил Крамер, Игорь Бутман,  Jay Ashby, Ernie Watts, Eric Marienthal, Mike Clark, Bill Evans, Леонид Шинкаренко, Дэйнюс Пулаускас, Владимир Чекасин, известные вокалистки Kim Nazarian, Maucha Adnet, Eve Cornelious, Evelyn White и многие  другие.
Один из оригинальных джазовых пианистов и композиторов, ориентированный на европейскую импровизационную музыку и классику XX века.

## Фестиваль «Джазовая провинция»
«Джазовая провинция» — традиционный ежегодный джазовый фестиваль, уникальный и единственный в истории мирового джаза «передвижной» музыкальный проект, начавшийся более 20 лет назад в Курске и объединивший на сегодняшний день более 25 городов страны в единое музыкальное и культурное пространство с участием лучших отечественных и зарубежных джазовых музыкантов. Учреждён Российским фондом культуры по инициативе курского музыканта Леонида Винцкевича. В соответствии с программой фестиваля после первых концертов, проводимых в Курске, участники фестиваля гастролируют по городам Центрального Черноземья и Поволжья и завершают фестиваль в Москве или Санкт-Петербурге.
«Джазовая провинция» — это ежегодное 30-дневное турне в лучших концертных залах Центрального региона России, Поволжья, Москвы и Санкт-Петербурга и более 100 выдающихся музыкантов России и всего мира каждый год (всего за историю фестиваля на фестивале побывало около 2500 артистов); это около 30 000 зрителей, слушателей и участников мастер-классов каждый год (за весь период существования фестиваля его посетили более 700 000 зрителей).
Леонид Винцкевич о фестивале «Джазовая провинция»: «Более чем за 20 лет существования фестиваля выросло целое поколение молодых ценителей этого искрометного искусства [джаза], образовалось интеллектуальное сообщество людей, влюбленных в эту музыку, и объединились сотни музыкантов, десятки стран и городов, а возникшее фестивальное движение в поддержку этого проекта дает чувство восторга и благодарности перед Человеком, который неисправим в своем бескорыстном служении идее и творчеству… Фестиваль — это точка отсчета, которая стимулирует отдавать себя без остатка для продвижения той музыки, которая является всем делом твоей жизни».

## Награды и звания
- Орден Дружбы (29 апреля 2019 года) — за большой вклад в развитие отечественной культуры и искусства, многолетнюю плодотворную деятельность[5].
- Заслуженный артист Российской Федерации (17 марта 1995 года) — за заслуги в области искусства[6][7].
- Заслуженный деятель искусств Российской Федерации (1 августа 2005 года) — за заслуги в области искусства[8].
- Почётный гражданин Курской области (9 марта 2011 года)[9].

## Дискография
LP:
- «Джаз вдвоем», «Мелодия», LP, 1986

Л.Винцкевич — фортепиано, Л.Саарсалу — тенор-саксофон.
- «Джаз для двоих. Блюз на всю ночь»

«Мелодия», LP, 1991, Л.Винцкевич — фортепиано, Л.Саарсалу — тенор-саксофон.
CD:
- Lembit Saarsalu & Leonid Vintskevich — Not So Bad

Mat Records FCD 97794 (Germany), CD, 1994, Леонид Винцкевич — клавишные, Лембит Саарсалу — тенор-саксофон.
- Targa Novoje Mond Trio — Land Zemlja Maa

Markant Music 000105 (Germany), CD, 1994, Юта Глазер — вокал, Леонид Винцкевич — фортепиано, Лембит Саарсалу — тенор- и сопрано-саксофон, Томас Хаммер — ударные.
- Talliner Jazz Qiuntett und Silvi Vrait

Alte Scheune Publishing ASP 31195 (Germany), CD, 1995, Лембит Саарсалу — тенор-саксофон, Леонид Винцкевич — фортепиано, Тиит Паулюс — гитара, Тайво Силлар — бас, Иво Вартс — ударные, Сильвия Врайт — вокал.
- Trinity — Unity, The Moscow Session

SCB-Music (Germany), CD, 1998, Леонид Винцкевич — фортепиано, Лембит Саарсалу — тенор-саксофон, Джон Стоуэлл — гитара.
- «I Love You»

Boheme Music BMR 809023, CD, 1998, «Love For Sale», «I Love You» «You Don’t Know What Love Is», Леонид Винцкевич — фортепиано; Лембит Саарсалу — тенор-саксофон; Андрей Иванов — контрабас; Дмитрий Севастьянов — ударные.
- «Фive songs»

Landy Star Music Company, CD, 2001, Леонид Винцкевич — фортепиано, перкуссия, металлофон, Николай Винцкевич — альт- и сопрано-саксофон, Николай Емельянов — ударные (1,2 треки).
- «V&F Project»

Boheme Music, CD, 2000, Николай Винцкевич — альт- и сопрано-саксофон, Алексей Филимонов — клавишные, Яна Подкар и Андрей Ивашевский — вокал (4 трек), Юрий Шагурин — гитара (6 трек), Павел Усанов — бас-гитара (1,6 треки), Андрей Плюхин — гитара (4,7 треки).
- «Peak Performance»

Лембит Саарсалу и Леонид Винцкевич представляют музыку Линна Скиннера, Landy Star Music Company, CD, 2001, Леонид Винцкевич — фортепиано, Лембит Саарсалу — саксофон.
- «Notes from Undeground»

Записан на GATEWAY Studios в Лондоне 18 мая 2002 г., CD, номер в каталоге GBHCD008. Леонид Винцкевич — фортепиано, Николай Винцкевич — сопрано- и альт-саксофоны, Мэдс Кьолби Олесен (Дания) — гитара, 
Стив Кершоу (Англия) — контрабас, Питер Свард (Швеция) — ударные .
"Songs From The Black Earth"SLAM (Англия)2007 Леонид Винцкевич рояль, Николай Винцкевич сопрано и альт саксофоны, Steve Kershaw  контрабас, Petter Sward ударные, записан в Оксфорде.
"Singularity" SLAM522 (England)2009 Leonid Vintskevich fender  Rhodes piano, Nick Vintskevich sax, Joel Taylor dr, Kip Reed bass guitar.
"Vive Lamour" (IBMG) RUS 2011, Nick Vintskevich alto, soprano sax & composer, Leonid Vintskevich keys, Kim Nazarian vocal, Eve Cornelious vocal, JD Walter vocal, Jay Ashby percussion, Joel Taylor dr, Kip Reed bass, Eugene Sharikov bass.
"Russian Ornament" (IBMG)RUS 2013,with folk choir "Rostan" leader Valentina Savenko, Leonid Vintskevich fender rhodes piano, Nick Vintskevich sax, Joel Taylor dr, Kip Reed bass, Eugene Sharikov bass.
"Never Was A Doubt" (NiRo Music) Swiss 2015,  Nick Vintskevich sax & composer, Bill Champlin vocal and Hammond b3,  Kim Nazarian vocal, Mike Miller guitar, Jay Ashby percussion, Luis Conte percussion, Joel Taylor dr, Kip Reed bass, Leonid Vintskevich keys, Paulie Cerra sax, Lee Thornburg trumpet & trombone, Arno McCuller back vocal.
"Under A Different Sky" (SLAM) England 2016, Leonid Vintskevich piano, Steve Kershaw double bass, Nick Vintskevich alto & soprano sax. 
“California Spirit” Nick Vintskevich solo album, Floating World records FWLP44(England) 2019                  Nick Vintskevich alto,soprano saxophones & flute, All music writing by Nick. 
John Patitucci bass, Joel Taylor dr, Bill Champlin vocals, Larry Goldings piano, Bill Summers percussion, Kip Reed bass guitar, Brian Bromberg bass, Mike Miller guitars, George Whitty keyboards, Philippe Saisse keyboards, Eve CorneliOus vocal, Leonid Vintskevich piano, David Kalish guitar, Jay Ashby percussion, Josh Smith guitar, Reggie Mcbride bass guitar, Mitch Stein guitar, Eugene Sharikov bass guitar, Arnold McCuller backing vocals, Alexey Batychenko trumpet, Alexander Michurin trombone, Lee Thornburg trumpet, Paulie Cerra tenor saxophone, Zander Schloss lyrics 
Альбом был записан в Лос Анджелесе. 
Vintskevich Project & Folk choir Rostan 
“Sugar Fields” label Jazz-A-Nova JAZALP007 (England) 2021 
Leonid Vintskevich piano, Nick Vintskevich alto & soprano saxophone, Boris Andrianov cello, Mike Miller guitar, Joel Taylor dr, Kip Reed bass guitar, Eugene Sharikov synthesizer 
Folk choir “Rostan” art director Valentina Savenko. 
“BACH Jazz Reflection” original version by Leonid Vintskevich. 
Jazz reflections of cello suites JS Bach, Floating World Records (England)2021  
Boris Andrianov cello, Leonid Vintskevich piano, Nick Vintskevich alto & soprano saxophones, Joel Taylor dr, Vartan Babayan perc 
“Take My Love” 2022 Leonid Vintskevich & Lembit Saarsalu playing music of 
Lynn”Doc”Skinner 
Альбом был записан в 2005 году в Salt Lake City в Университете штата Юты.

## Семья
- Сын: Николай Винцкевич — джазовый саксофонист и композитор
- Дочь: Мария Винцкевич — художник в области графического дизайна и керамики[11]
- Брат: Сергей Винцкевич — бас-гитарист.[12]